# Proerna
Proerna är en fornlämning i Grekland.   Den ligger i prefekturen Fthiotis och regionen Grekiska fastlandet, i den centrala delen av landet, 190 km nordväst om huvudstaden Aten. Proerna ligger 166 meter över havet.
Terrängen runt Proerna är platt västerut, men österut är den kuperad. Runt Proerna är det glesbefolkat, med 15 invånare per kvadratkilometer. Närmaste större samhälle är Fársala, 10,6 km nordost om Proerna. Trakten runt Proerna består till största delen av jordbruksmark.